# Racopilum orthocarpum
Racopilum orthocarpum là một loài rêu trong họ Racopilaceae. Loài này được Wilson ex Mitt. mô tả khoa học đầu tiên năm 1859.